# Duvall Hecht
Duvall Young Hecht (Los Ángeles, 23 de abril de 1930-Costa Mesa, 10 de febrero de 2022) fue un deportista estadounidense que compitió en remo. Participó en dos Juegos Olímpicos de Verano en los años 1952 y 1956, obteniendo una medalla de oro en Melbourne 1956 en la prueba de dos sin timonel.

## Palmarés internacional
| Juegos Olímpicos | Juegos Olímpicos      | Juegos Olímpicos | Juegos Olímpicos |
| Año              | Lugar                 | Medalla          | Prueba           |
| ---------------- | --------------------- | ---------------- | ---------------- |
| 1956             | Melbourne (Australia) | Medalla de oro   | Dos sin timonel  |